# Manduel
Manduel település Franciaországban, Gard megyében. Lakosainak száma 7087 fő (2022. január 1.). Manduel Beaucaire, Bellegarde, Bouillargues, Marguerittes, Redessan és Rodilhan községekkel határos.

## Népesség
A település népességének változása:
| Lakosok száma | 1649 | 3554 | 5579 | 5729 | 6346 | 6702 | 6814 | 6943 | 7092 | 7087 |
|               | 1968 | 1982 | 1990 | 2006 | 2013 | 2015 | 2017 | 2019 | 2020 | 2022 |